# Sherlock (televisieserie)
Sherlock is een Britse televisieserie, gecreëerd door Steven Moffat en Mark Gatiss. De hoofdrollen worden gespeeld door Benedict Cumberbatch als Sherlock Holmes en Martin Freeman in de rol van dokter John Watson, met Rupert Graves als inspecteur Lestrade en Una Stubbs als Mrs Hudson.

## Achtergrond
Op 25 juli 2010 presenteerde BBC One de eerste aflevering van deze nieuwe Sherlock Holmes-reeks op basis van de verhalen van de nog altijd beroemde arts en historicus, Arthur Conan Doyle (1859-1930). Het eerste seizoen bestond uit drie afleveringen. Ook is er op de dvd die in Groot-Brittannië op 30 augustus 2010 werd uitgebracht een niet-uitgezonden pilotaflevering te zien. Deze aflevering is een andere versie van de eerste aflevering, 'A Study In Pink'. Het tweede seizoen startte op 1 januari 2012 op BBC One. De titels zijn: A Scandal in Belgravia (gebaseerd op het verhaal 'A Scandal in Bohemia'), The Hounds of Baskerville (gebaseerd op het boek The Hound of the Baskervilles) en The Reichenbach Fall (gebaseerd op het verhaal 'The Final Problem').
Seizoen 1 werd in Vlaanderen door Canvas in januari 2011 vertoond. Het tweede seizoen volgde in maart 2012.
Seizoen 3 is opgenomen in 2013. De eerste aflevering heet "The Empty Hearse" (De Lege Lijkwagen). Aflevering 1 van seizoen 3 werd op 1 januari 2014 uitgezonden door BBC One. Er werd gestart met het filmen van seizoen 4 op 4 april 2016. De eerste aflevering van seizoen 4 werd op 1 januari 2017 uitgezonden door BBC One. Het vierde seizoen wordt waarschijnlijk het laatste, zegt Benedict Cumberbatch.

## Afleveringen
| Seizoen | Nr. | Titel                     | Originele uitzenddatum | Geregisseerd door | Geschreven door              |
| ------- | --- | ------------------------- | ---------------------- | ----------------- | ---------------------------- |
| 1       | 1   | A Study in Pink           | 25 juli 2010           | Paul McGuigan     | Steven Moffat                |
|         | 2   | The Blind Banker          | 1 augustus 2010        | Euros Lyn         | Stephen Thompson             |
|         | 3   | The Great Game            | 8 augustus 2010        | Paul McGuigan     | Mark Gatiss                  |
| 2       | 1   | A Scandal in Belgravia    | 1 januari 2012         | Paul McGuigan     | Steven Moffat                |
|         | 2   | The Hounds of Baskerville | 8 januari 2012         | Paul McGuigan     | Mark Gatiss                  |
|         | 3   | The Reichenbach Fall      | 15 januari 2012        | Toby Haynes       | Stephen Thompson             |
| 3       | 1   | The Empty Hearse          | 1 januari 2014         | Jeremy Lovering   | Mark Gatiss                  |
|         | 2   | The Sign of Three         | 5 januari 2014         | Colm McCarthy     | Stephen Thompson             |
|         | 3   | His Last Vow              | 12 januari 2014        | Nick Hurran       | Steven Moffat                |
| Special |     | The Abominable Bride      | 1 januari 2016         | Douglas Mackinnon | Steven Moffat en Mark Gatiss |
| 4       | 1   | The Six Thatchers         | 1 januari 2017         | Rachel Talalay    | Mark Gatiss                  |
|         | 2   | The Lying Detective       | 8 januari 2017         | Nick Hurran       | Steven Moffat                |
|         | 3   | The Final Problem         | 15 januari 2017        | Ben Caron         | Mark Gatiss en Steven Moffat |

## Belangrijkste rollen

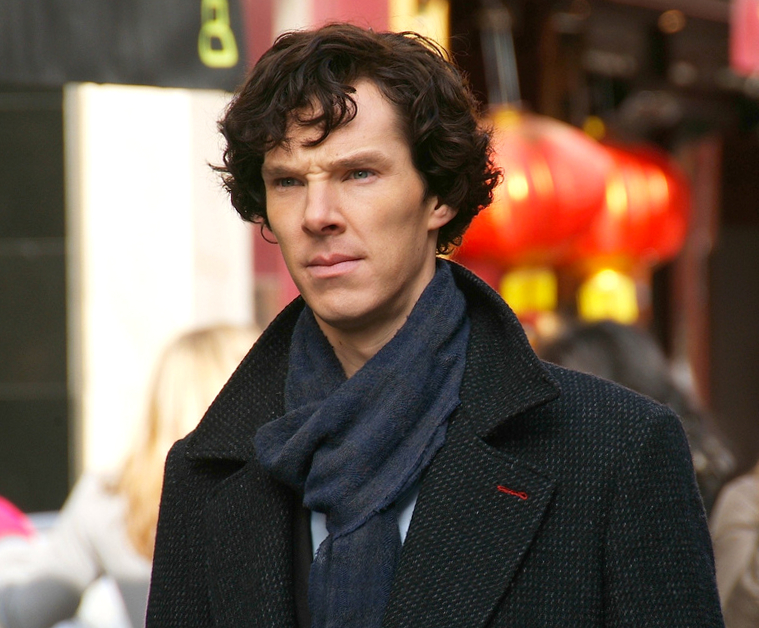
Benedict Cumberbatch als Sherlock Holmes

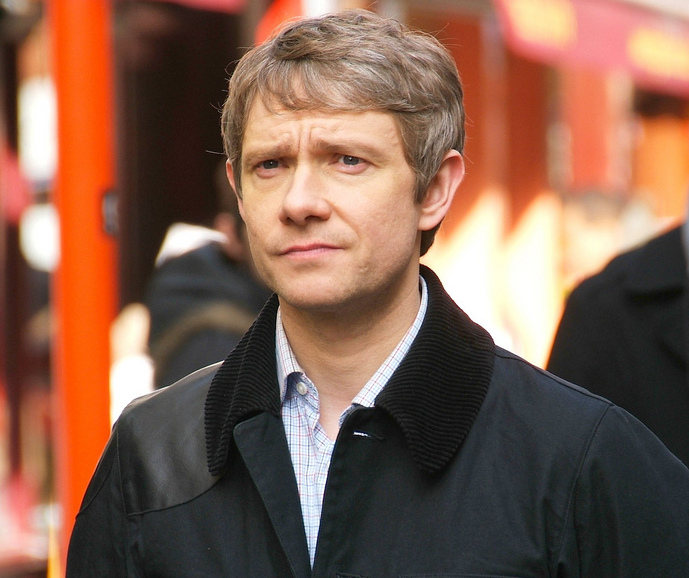
Martin Freeman als dokter John Watson

| Acteur               | Personage         | Seizoen | Seizoen | Seizoen | Seizoen |
| Acteur               | Personage         | 1       | 2       | 3       | 4       |
| -------------------- | ----------------- | ------- | ------- | ------- | ------- |
| Benedict Cumberbatch | Sherlock Holmes   |         |         |         |         |
| Martin Freeman       | Dr John Watson    |         |         |         |         |
| Una Stubbs           | Mrs. Hudson       |         |         |         |         |
| Rupert Graves        | DI Greg Lestrade  |         |         |         |         |
| Louise Brealey       | Molly Hooper      |         |         |         |         |
| Mark Gatiss          | Mycroft Holmes    |         |         |         |         |
| Andrew Scott         | Jim Moriarty      |         |         |         |         |
| Jonathan Aris        | Dr Anderson       |         |         |         |         |
| Vinette Robinson     | Sgt Sally Donovan |         |         |         |         |
| Amanda Abbington     | Mary Morstan      |         |         |         |         |

## Productie
Deze Sherlock Holmes-serie is een re-interpretatie van de verhalen van Arthur Conan Doyle en speelt zich af in het heden. Dit betekent dat Holmes gebruikmaakt van mobiele telefoons, computers en het internet. Ook rookt hij geen pijp, maar gebruikt hij nicotinepleisters. Daarnaast is hij niet gekleed zoals Holmes meestal wordt afgebeeld, maar draagt hij Spencer Hart-pakken en een lange, wollen jas van Belstaff. Enkele elementen zijn wel bewaard gebleven, zoals het adres van Holmes' en Watsons woning en de aanwezigheid van Moriarty (antagonist) en Ms. Hudson (hospita).
Op de BBC-site van Sherlock staan ook links die naar de sites die in de serie verschijnen verwijzen. Zo staan Holmes' site 'The Science of Deduction' en Watsons blog online. Alle sites zijn geschreven door Joseph Lidster en worden geüpdatet naarmate een seizoen vordert. In de afleveringen genoemde maar niet uitgewerkte zaken worden door John Watson op zijn blog beschreven met eronder reacties van personages uit de serie.

## Trivia
- Inspecteur Lestrade (uitspraak "leh-strahde") is een personage uit de Sherlock Holmes-verhalen. Hij is een detective voor Scotland Yard. Doyle baseerde het personage op een kennis van de University of Edinburgh.
- Professor James Moriarty is een personage in de verhalen over Sherlock Holmes van Arthur Conan Doyle. Hoewel Moriarty slechts in twee van de verhalen verscheen, wordt hij over het algemeen beschouwd als de grootste tegenstander van Holmes. Ook wordt hij vaak gezien als het eerste voorbeeld van een superschurk.
- Sinds de start van seizoen 3 zijn er enkele gastrollen vergeven aan de naasten van de acteurs en schrijvers. Zo spelen de ouders van Benedict Cumberbatch, Timothy Carlton en Wanda Ventham, de ouders van Sherlock en Mycroft Holmes. Mary Morstan, de vrouw van Dr John Watson, wordt vertolkt door Amanda Abbington, die op het moment van haar entree al meer dan tien jaar de partner van Martin Freeman was. Daarnaast heeft schrijver Steven Moffat zijn zoon, Louis Moffat, een kleine rol gegeven als de jongere versie van Sherlock Holmes in de aflevering "His Last Vow".[4]